# Udvari
Udvari is een plaats (község) en gemeente in het Hongaarse comitaat Tolna. Udvari telt 515 inwoners (2001).